# Praecambridium
Praecambridium ist eine ausgestorbene Tiergattung des Ediacariums, die zum Stamm der Proarticulata (bzw. zur Klade Bilateriomorpha) gerechnet wird. 

## Vorkommen und Erstbeschreibung
Praecambridium wurde in den Ediacara-Hügeln in Südaustralien entdeckt und im Jahr 1966 von Martin Fritz Glaessner und Mary Julia Wade erstmals wissenschaftlich beschrieben. 

## Etymologie
Der Gattungsname setzt sich aus der lateinischen Vorsilbe prae (vor, zuvor) und der Bezeichnung des Fossils Cambridium Homy, 1957 zusammen. Diese Molluskengattung aus dem Kambrium ähnelt mit ihren Ansatzstellen der Adduktormuskeln auf der Schaleninnenseite in etwa der Segmentanordnung von Praecambridium. Der Taxonname sigillum ist die lateinische Bezeichnung für Siegel.

## Taxonomie
Praecambridium sigillum ist ein ausgestorbenes Taxon, das oberflächlich betrachtet segmentierten Gliederfüßern (Arthropoden) wie beispielsweise Trilobiten oder Kieferklauenträger (Cheliceraten) ähnelt.  Das Fossil wird aber jetzt von den meisten Paläontologen zum Stamm der Proarticulata und der Klasse der Cephalozoa gerechnet.

## Beschreibung
Praecambridium sigillum verfügt über mindestens fünf Segmentpaare, die in Richtung Kopfende sukzessive breiter werden. Das sehr kleine, scheibenartige, maximal 0,2 Millimeter dicke Fossil besitzt einen ovalen Umriss. Es erreicht 5 Millimeter an Länge und bis zu 4 Millimeter in der Breite.